# Kenzo (marque)
Pour les articles homonymes, voir Kenzo.
Kenzo est une société française de conception, de fabrication et de vente de produits, notamment dans les domaines du prêt-à-porter, créée par le couturier Kenzo Takada. Fondée à Paris en 1970 sous le nom de Jungle Jap, l’enseigne prend le prénom de son fondateur en 1980 : Kenzo. Le nom de l'entreprise Kenzo est aussi connu dans la parfumerie.

## Histoire

### Origines
Fondateur de l’entreprise, Kenzo Takada naît le 27 février 1939 à Himeji au Japon. Très tôt, il se passionne pour la mode, notamment à travers les magazines de ses sœurs. Étudiant à l'université de Kobe, il s'y ennuie considérablement. Contre l'avis familial, il quitte alors l'université pour rejoindre une école de mode, le Tokyo's Bunka Fashion College, qui vient d'ouvrir ses portes à la gent masculine.
Une fois son diplôme acquis, il s'installe à Paris en 1964, non sans quelques difficultés d'adaptation. Pour se faire une place dans le milieu de la mode, il assiste à des défilés, se fait des contacts dans le milieu et parvient à vendre quelques croquis à Louis Féraud et à Jacques Delahaye. Il obtient un stage de styliste chez Renoma, marque de prêt-à-porter en vogue à l’époque.
En 1970, Kenzo Takada lance Jungle Jap  à Paris. La première boutique ouvre ses portes Galerie Vivienne  ornée d’un décor de jungle, inspirée des œuvres du Douanier Rousseau. La jeune maison installe, six ans plus tard, sa boutique, ses ateliers et ses bureaux place des Victoires pour devenir, en 1980, Kenzo.
C’est sous l’inspiration de ce jeune Japonais, arrivé en France en 1964, que naissent, au tournant d’une décennie particulièrement créative, un style et un nom qui marquent, près de 40 ans après, le paysage de la mode.

### Années 1970
Les années 1970 sont marquées par l’apparition d’une nouvelle génération de jeunes stylistes sur la scène de la mode parisienne. Kenzo Takada est un des pionniers. Ils proposent une mode qui se moque des conventions de la haute couture et dépoussièrent un prêt-à-porter industriel formel et daté. Portée par les contre-cultures des années 1960 et 70, cette nouvelle vague propose une création en rupture, affirmant que la mode peut être créative tout en s’adressant au plus grand nombre.

### 1973: naissance du groupe Mode et Création

Animation chaussures Kenzo

En 1973 naît le groupe Mode et Création, qui réunit pour la première fois des maisons de prêt-à-porter, et des stylistes dont Karl Lagerfeld (Chloé), Sonia Rykiel et Kenzo Takada (Jungle Jap). Tous veulent promouvoir une mode novatrice, faite par et pour des jeunes. Très vite, ceux que l’on appellera bientôt « les créateurs » établissent leurs quartiers dans l’ancien cœur de Paris, à deux pas des Halles : Kenzo et Thierry Mugler se font face place des Victoires, agnès b. ouvre rue du Jour, tandis que Hervé Léger et, plus tard, Yohji Yamamoto, Comme des Garçons, Jean Paul Gaultier ou Jean-Charles de Castelbajac s’installent un peu plus loin. Le succès est immédiat et la planète de la mode recommence à tourner autour de son axe : Paris.

### Les années 1980
Les années 1980 confirment ce mouvement, et les créations Kenzo deviennent des produits phares. Le tailleur pyjama en jersey de coton, les pull-overs manches kimonos, les robes corolles, et les jeans décorés de fleurs ou de madras deviennent les incontournables qui font le succès de la marque. Après 10 ans d’existence, Kenzo est plus que jamais le repère de toute une génération, et la boutique de la place des Victoires devient un lieu incontournable. Après les filles, la marque crée une gamme pour les garçons.
Le travail des photographes Hans Feurer, puis de Peter Lindbergh, contribuera à la création de l’identité de Kenzo. Au travers de campagnes publicitaires, notamment celle réalisée pour la collection Automne-Hiver 1985-1986 par Hans Feurer. Kenzo élargit alors progressivement son univers en créant les lignes annexes pour hommes (Kenzo Jungle et Kenzo Jean), une collection enfants, des produits destinés à la maison et les parfums.
C'est en 1988 que le premier parfum de Kenzo vit le jour. Kenzo Parfums est une marque de LVMH Fragrance Brands.

### Les années 1990 et l’entrée dans le groupe LVMH

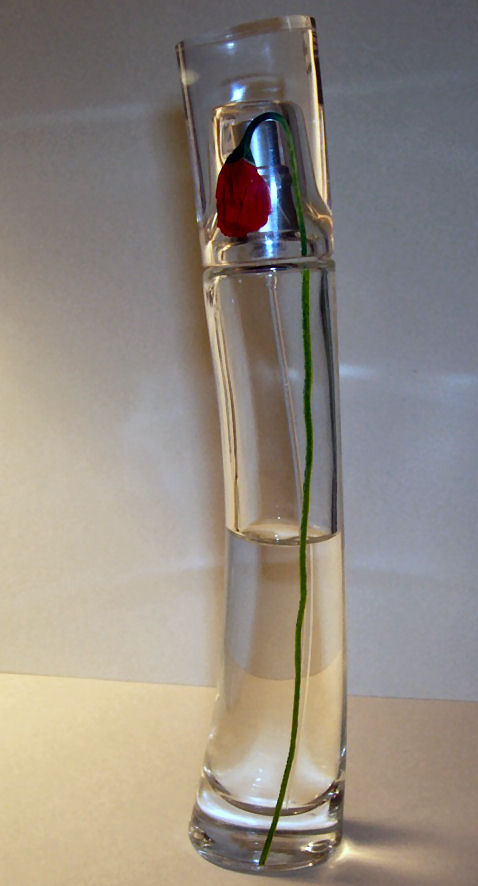
Le parfum Flower by Kenzo.

En 1990, le créateur de mode japonais Kenzo Takada perd l’amour de sa vie, Xavier de Castella, un architecte français, des suites du sida. Quand son compagnon rend son dernier souffle à l'âge de 38 ans, une part du styliste meurt aussi. Le créateur du tigre le plus célèbre de la planète ne se remet jamais de son décès.
En 1993, Kenzo devient une des instances du groupe LVMH.
En 1995, une collaboration entre Kenzo et Renault a donné naissance à la Twingo Kenzo, une édition spéciale de la populaire voiture citadine. Disponible sur le marché de 1995 à 1996, cette version a connu un succès notable avec la vente de 17 000 exemplaires à travers l’Europe. La Twingo Kenzo se distinguait par son emblème représentant une anémone, ajoutant une touche distinctive à son design. En raison de sa popularité, une seconde édition de la Twingo Kenzo a été mise en vente entre septembre 2004 et janvier 2006, renouvelant l’intérêt pour cette collaboration unique entre mode et automobile,.
La fin des années 90 a été significative pour Kenzo, marquée par un défilé rétrospectif et une célébration en 1999 qui ont honoré les 30 ans de la marque et le départ de Kenzo Takada, son fondateur.

### Les années 2000
En 2000, Gilles Rosier est nommé directeur artistique des collections femme et Roy Krejberg directeur artistique des collections homme. Tous deux proches collaborateurs de Kenzo Takada, ils assurent une transition fidèle à l’univers généreux et coloré du fondateur.

#### 2003-2011: Antonio Marras
En 2003, Antonio Marras a été nommé directeur artistique de Kenzo, où il a commencé par réimaginer la ligne de prêt-à-porter féminin.
En 2008, il a été promu directeur artistique global, prenant en charge toutes les facettes de la marque, y compris la mode enfantine, la maison, les accessoires et le prêt-à-porter masculin.
En 2011, Marras a quitté Kenzo, laissant derrière lui un héritage de créativité et d’innovation qui a marqué la marque de son empreinte distinctive.

#### 2011-2019: Humberto Leon et Carol Lim

Logo de la marque entre 2013 et 2020.

Humberto Leon et Carol Lim, les fondateurs du concept store influent Opening Ceremony, ont été nommés directeurs de la création de Kenzo en juillet 2011. Leur arrivée a marqué un tournant pour la marque, introduisant une nouvelle ère de modernité et d’audace, remettant au goût du jour certains motifs emblématiques puisés dans les archives, comme le célèbre « tigre » aimé par de nombreuses célébrités internationales, et même ancienne Première Dame des États-Unis, Michelle Obama.
Le 1er juillet 2019, Humberto Leon et Carol Lim ont quitté Kenzo pour se concentrer sur leur propre marque, Opening Ceremony. Ils ont signé leur dernier défilé pour la collection printemps-été 2020, dévoilée à Paris durant la Fashion Week masculine.

#### 2019-2021: Felipe Oliveira Baptista

Logo de la marque entre 2020 et 2021.

Felipe Oliveira Baptista est un styliste portugais, connu pour son rôle en tant que directeur artistique de la maison Kenzo de 2019 à 2021. Il a apporté une vision architecturale et sophistiquée à la marque, tout en respectant l’héritage de son fondateur, Kenzo Takada.
En 2020, il fait modifier le logo de la marque. Le logo KENZO, prend une typographie tel un jeu de construction.
Sa collection Printemps/Été 2021 pour Kenzo s’est inspirée des vêtements de travail des apiculteurs, avec des parkas zippées, des vestes workwear et des pantalons larges multipoches.
En 2021, Felipe Oliveira Baptista, en tant que directeur artistique de Kenzo, a rendu hommage à Kenzo Takada, le fondateur de la marque, après son décès des suites du COVID-19.
Felipe Oliveira Baptista quittera ses fonctions le 30 juin 2021.

#### 2021–2025: Nigo

Logo de la marque à partir de 2022

Depuis septembre 2021, Nigo prend le poste de Directeur Artistique de la Maison Kenzo. Un nouveau directeur sera nommé par le groupe LVMH, Sylvain Blanc, qui succède à Sylvie Colin.
« Je suis fier d’avoir été nommé Directeur Artistique de KENZO », déclare Nigo.
23 janvier 2022, Kenzo organise le premier défilé avec Nigo en tant que directeur artistique. Pour l’occasion, le japonais a choisi la Galerie Vivienne où se trouvait la première boutique de Kenzo Takada en 1970. Le défilé présentera une collection avec plusieurs styles, sportif, et le streetwear, en donnant des looks de tailleur et de travail pour une garde-robe colorée et de moins en moins sexuée dans les silhouettes.
Kid Cudi a été habillé par Kenzo sous la direction de Nigo dans le cadre du Met Gala 2022. La tenue a été inspirée par la collection Automne 1984 de KENZO.
1er juin 2022, Kenzo sort la première collection avec Nigo, la volonté est de proposer de nouvelles pièces tous les mois. Pour le lancement, Kenzo a organisé une décoration sur l'ensemble des vitrines des Galeries Lafayette Haussmann décrite comme « florale », reposant sur le coquelicot emblématique.
Lors de la Fashion Week Homme printemps hiver 2022-2023 de Paris, le 26 juin 2022, c'est le second défilé avec Nigo. Cette fois, c'est la galerie Eiffel du lycée Carnot à Paris, qui hébergera ce défilé.
En 2023, Kenzo Paris annonce sa collaboration avec la marque Levi's pour la création d'une collection 100% denim. Un choix qui se justifie par la tendance de cette matière depuis le début de 2023.
Le défilé Kenzo Paris automne hiver 2023-2024, célébrant la musique et la mode avec un hommage aux Beatles et des inspirations de science-fiction, s’est tenu à la salle Pleyel à Paris.
Le défilé Kenzo Paris, printemps été 2024, s'est tenu sur la passerelle Debilly, avec la présence de Vernon qui a été nommé "Le Nouvel Ambassadeur Mondial". Le designer japonais Nigo puise son inspiration dans l'héritage laissé par le fondateur de la maison tout en y ajoutant sa propre vision créative. La collection a même eu le droit à un second défilé en Chine, au Cruise Terminal du Port International, sur la rivière Huangpu. Ce second défilé a mis en avant une collaboration avec l’artiste japonais Verdy, qui a revisité le logo de KENZO pour l'occasion.
Le défilé Kenzo Paris pour la collection printemps été 2025 a été présenté dans les Jardins du Palais-Royal.
Le 1er mai 2025, Charlotte Coupé succède à Sylvain Blanc à la tête de Kenzo.

### Égéries
- Olga Kurylenko, Parfum Kenzo Amour (2006)
- Shu Qi, Parfum Flower by Kenzo (2013)
- Louise Bourgoin, Parfum Jeu D'amour (2014)
- Margaret Qualley, Parfum Kenzo World (2016-2017)
- Milla Jovovich, The Everything (2018)
- Britney Spears, Collection Memento no 2 (with) Britney Spears | #KenzolovesBritney, (2018)
- Kim Tae-ri, Parfum Flower by Kenzo (2018)
- Vernon (Seventeen (groupe sud-coréen)), "Ambassadeur Mondial" (2023)

## Polémique
Alors que LVMH fait de l'origine française de ses produits un argument commercial, une enquête réalisée par Capital démontre que les costumes Kenzo, jusqu'ici réalisés par le fournisseur ECCE à Prouvy, dans le Nord, sont désormais confectionnés dans la banlieue de Cracovie, en Pologne (où la main-d’œuvre est cinq fois moins chère), produisant des économies substantielles pour l'entreprise mais sans impact sur le prix de vente des produits, ni la communication « made in France ». Ce thème est de nouveau abordé en 2016 dans le documentaire satirique Merci Patron !.

### Reportage
[vidéo] Patrick Simonin, La mode est une révolution permanente, TV5 Monde 28 janvier 2011
[vidéo] Loïc Prigent, THE KENZO RENAISSANCE! With NIGO! by Loïc Prigent, Youtube 9 avril 2022